# Cedar Island
Cedar Island est une île et une petite ville côtière en zone non incorporée dans l'est de la Caroline du Nord.